# 姜才
姜才（?—1276年），南宋武将。濠州人。

## 个人经历
貌短悍。少年时被掠入河朔，稍微长大后逃回，隶属于淮南兵中，以善战闻名，但是由于叛逃来的人不可以当大官，就当了通州副都统。当时淮地多健将，但是没有比姜才骁雄的。才知兵法，善骑射，安抚士卒有恩，打仗时，军队纪律性很强。他的儿子打战，回来报告，姜才望见以为失败，拔剑驰逐，要杀他。
贾似道领兵，姜才为孙虎臣部队士兵先锋，与元朝抗拒于丁家洲。元军设炮架彀车弩于江滨，江中数千艘战船，旌旗联亘，鼓行而下。姜才带兵接战，孙虎臣逃往自己小妾所乘的船，大家看了，喧哗说：“步帅遁矣。”于是诸军皆溃，姜才收兵入扬州。元兵乘胜攻扬州，姜才为三叠阵战于三里沟，有功。又与元帅战扬子桥，日暮兵乱，肩中流矢，姜才拔矢挥刀而前，所向辟易。元军筑长围，自扬子桥到瓜洲，东北跨湾头至黄塘，西北至丁村，打算久困，当时是德祐元年（1275年）。
1276年正月，宋朝灭亡。二月，五位奉使及一阁门宣赞舍人拿着谢太后诏书来谕降，姜才发弩射退他们，又派兵打五位奉使于召伯堡，大战而退。不久，瀛国公至瓜洲，姜才与李庭芝泣涕宣誓要将士夺回失地。将士皆感泣。就尽散金帛犒劳士兵，派四万人夜捣瓜洲，战了三个时辰，大家拥着瀛国公败逃。姜才追战至浦子市，晚上也不退。元将阿朮派人招降他，姜才说：“吾宁死，岂作降将军邪！”四月，姜才派兵攻湾头栅。五月，又攻，战马旋入泥泞而止，就舍骑兵步战，至四更天，全军返回。扬州食物吃光，姜才当时出真州、高邮运米给士兵。六月，护送军饷到马家渡，元朝万户史弼带兵抢夺，姜才与他战到夜间，史弼快死了，阿朮驰兵来援，史弼得以逃跑。
李庭芝认为被围的时间久了。召姜才商量，屏退左右，与姜才说了很久，只听姜才厉声说：“相公不过忍片时痛耳。”左右听见了汗都下来了。姜才从此以兵护李庭芝住所，相约一起死。
七月，益王在福州，任命姜才任龙神四厢都指挥使、保康军承宣使，姜才与李庭芝东至泰州，将入海。阿朮派兵追击，围泰州，派使者招他投降，姜才不听。阿朮驱扬州兵士妻子儿女至城下，当时姜才患疽病不能战，于是诸将开门投降。都统曹安国入姜才卧室内，抓住他献给元朝。阿朮爱姜才忠勇，想让他投降而用他，姜才说话很难听；阿朮责怪李庭芝不降，姜才说：“不降者才也。”又愤愤不已，阿朮怒，将他剐于扬州。姜才临刑时，夏贵就在姜才身边，姜才切齿说：“若见我宁不愧死邪？”

## 延伸阅读
[在维基数据编辑]
 《宋史·卷451》，出自脱脱《宋史》